# Сон (жіноча любов) (картина)
«Сон (жіноча любов)» (фр. Le Sommeil) — відома картина французького художника Гюстава Курбе, написана у 1866 році.

## Історія
В 1866 Гюстав Курбе створив своє знамените еротичне полотно «Сон (жіноча любов)», однією з натурниць для якого була Джоанна Хіффернан. Обидві жінки на картині оголені й лежать, обнявшись на застеленому білим простирадлом ліжку.